# Uitwellingerga
Uitwellingerga est un village de la commune néerlandaise de Súdwest Fryslân, dans la province de Frise. Son nom en frison est Twellingea.

## Géographie
Le village est situé immédiatement au sud-est de la ville de Sneek.

## Histoire
Uitwellingerga fait partie de la commune de Wymbritseradiel jusqu'au 1er janvier 2011, où celle-ci est supprimée et fusionnée avec Bolsward, Nijefurd, Sneek et Wûnseradiel pour former la nouvelle commune de Súdwest-Fryslân.

## Démographie
Le 1er janvier 2017, le village comptait 355 habitants.

## Personnalités
- Arjen Visserman (né en 1965), athlète.
- Yvonne Nauta (née en 1991), patineuse de vitesse
- Nyck de Vries (né en 1995), pilote automobile

## Sites et monuments

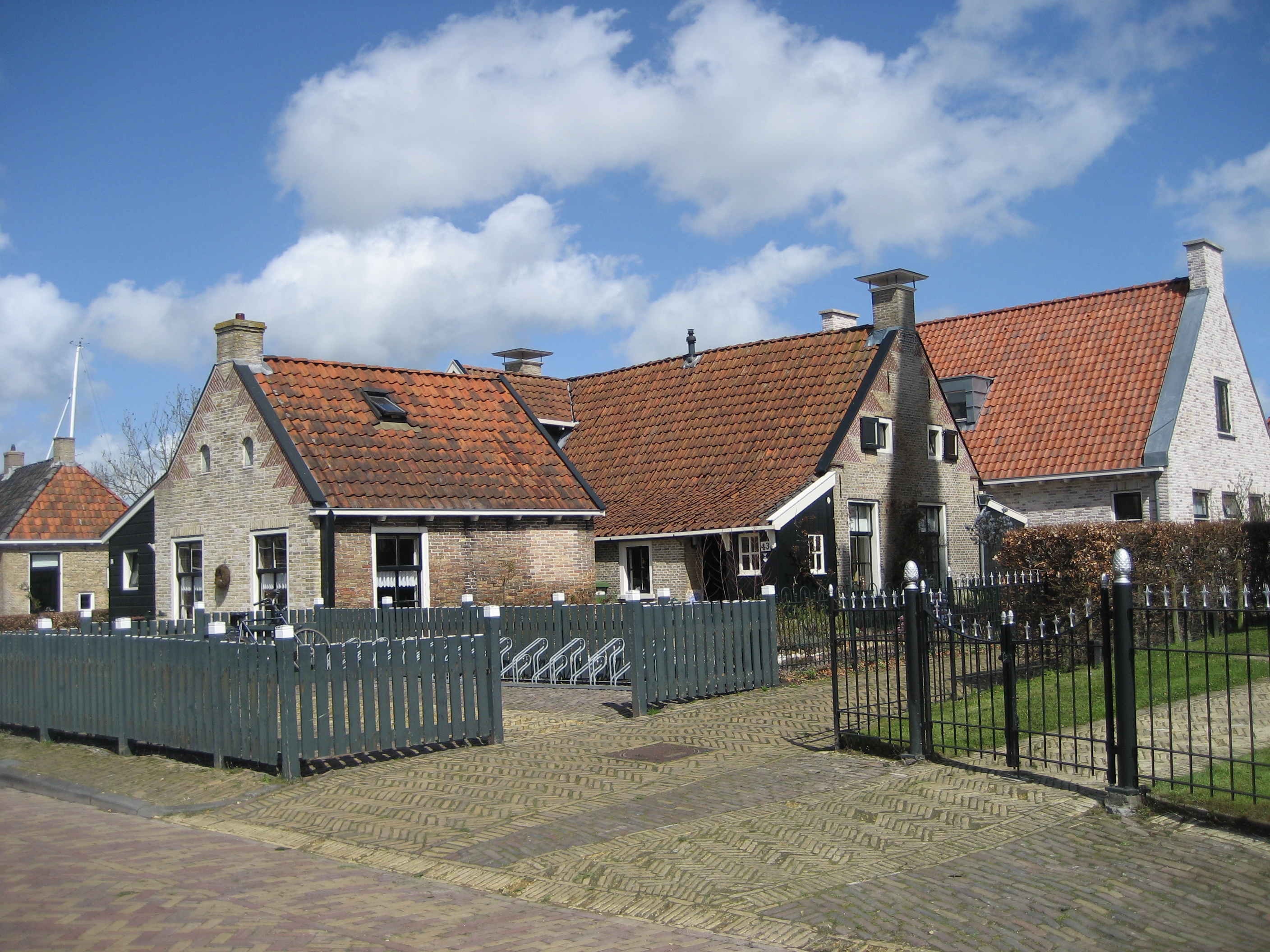
Maisons
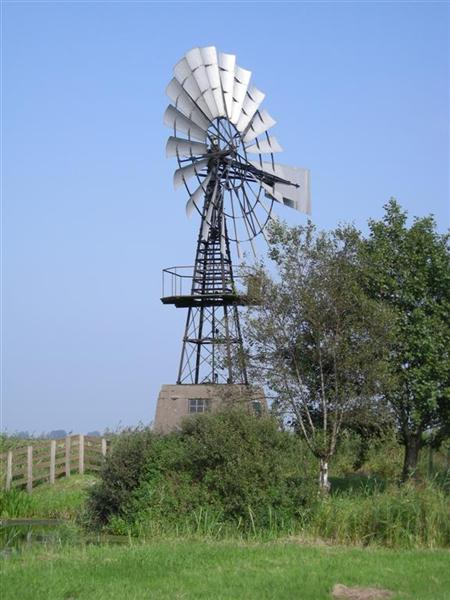
Moulin 1
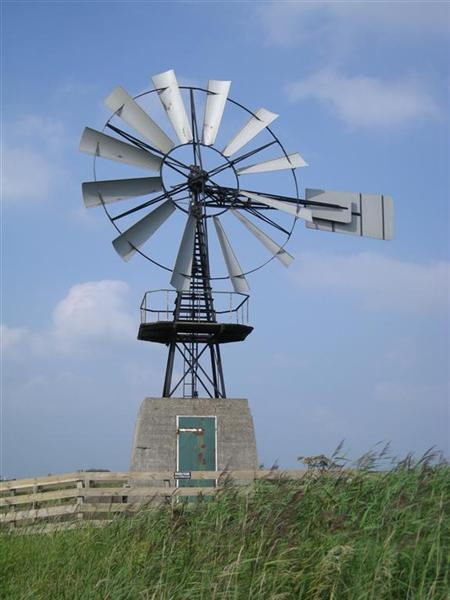
Moulin 2